# Banu Kawus
Els Banu Kawus foren una branca de la dinastia Baduspànida que van governar del 1453 al 1598.
El 1393 Tamerlà va arrabassar els dominis de Ruyan i Rustamdar als baduspànides que sembla que només van conservar la fortalesa de Nur. El 1404, poc abans de la mort de Tamerla, l'amir Kayumarth ibn Bisutun (1404-1453) va recuperar Ruyan i Rustamdar i va restaurar la dinastia; va imposar la religió xiïta que havia adoptat durant el seu exili a Siraz.
El 1453 el va succeir el més gran dels seus fill vius, Kawus, però davant l'oposició del seu germà Iskandar va haver de repartir els territoris amb aquest. Kawus va conservar Ruyan amb la fortalesa de Nur, i la part baixa de Rustamdar, i Iskandar es va quedar el Laridjan amb part de Rustamdar i Kudjur. Cada línia va tenir un desenvolupament separat i així es van formar els Banu Kawus i els Banu Iskandar. Kawus es va casar amb la filla d'un sayyid d'Amol i així es va reforçar el xiisme de la dinastia, després encara més per aliances posteriors amb els sayyids de Marash.
La història de la dinastia és la de repetides guerres contra senyors veïns, sovint amb el suport dels sobirans de Gilan. El 1504/1505 Bisutun ibn Djihangir ibn Kawus (1498-1507) va arrabassar part de Rustamdar i el Kudjur a la branca dels Banu Iskandar.
El 1596 els safàvides van decidir suprimir aquests dinasties locals. Vers el 1597 Djihangir ibn Aziz fou assetjat a la fortalesa de Kudjur i finalment fou fet presoner, sent executat (1598). Les seves possessions foren donades a un kurxibaxi del xa, Allah Kuli Beg.